# Kyūkyoku no The Possible Best Number Shō ①
Albums de THE Possible
2 Shiawase no Akashi
(2012)
EPs par THE Possible
1 Be Possible!
(2007) 6 Nenme Shido Kinen Mini Album
(2011)
Singles
Kyūkyoku no The Possible Best Number Shō ①, ou Kyuukyoku no The Possible Best Number Shou 1 (究極のTHE ポッシボー　ベストナンバー集①) est un album du groupe féminin de J-pop THE Possible, sorti le 17 septembre 2008 au Japon.

## Présentation
C'est le premier album du groupe dans le cadre du Nice Girl Project, et le premier à sortir en "major" sous le label TN-mix de TNX, distribué par Pony Canyon. Il est écrit et produit par Tsunku. Il atteint la 72e place du classement de l'Oricon, et reste classé pendant 2 semaines. En dehors des singles, seul le mini-album 1 Be Possible! était sorti précédemment, en mars 2007 sous le label indépendant affilié Good Factory Record de TNX,  dans le cadre du Hello! Project.
Bien que premier album de longue durée du groupe, il est officiellement présenté comme un album compilation "Best of", contenant dans le désordre les chansons-titres des dix singles sortis par le groupe jusqu'alors, dont les huit premiers en "indépendant" pour Good Factory Record. La compilation contient aussi le titre inédit Aishite Give Me, une version interprétée par le groupe de la chanson thème du Nice Girl Project Un Deux Trois Miracle, et une version supplémentaire remixée de la chanson-titre du single Kaze no Uwasa.

## Liste des titres
Toutes les chansons sont écrites et composées par Tsunku.
| 1.  | Ijiwaru Crazy love (いじわる Crazy love)                                  | 3:54 |
| 2.  | Aishite Give Me (愛して GIVE ME)                                          | 3:56 |
| 3.  | Kazoku e no Tegami (家族への手紙)                                         | 4:46 |
| 4.  | Young Days!! (ヤングDAYS!!)                                               | 5:07 |
| 5.  | Happy 15 (HAPPY 15)                                                       | 4:14 |
| 6.  | Love Message! (ラヴメッセージ！)                                          | 3:33 |
| 7.  | Shushoku = Gohan no Uta (主食=GOHANの唄)                                  | 4:45 |
| 8.  | Hatsukoi no Kakera (初恋のカケラ)                                         | 4:34 |
| 9.  | Kaze no Uwasa (風のうわさ)                                                | 2:49 |
| 10. | Natsu no Tropical Musume. (夏のトロピカル娘。)                            | 2:54 |
| 11. | Kingyo Sukui to Hanabi Taikai (金魚すくいと花火大会)                      | 3:32 |
| 12. | Un Deux Trois Miracle (THE Possible Ver.) (アン ドゥ トゥロワ MIRACLE...) | 3:58 |
| 13. | Kaze no Uwasa (More Uwasa Ver.) (風のうわさ (MOREうわさVer.))             | 3:10 |